# Мідна промисловість
Мідна промисловість (рос. медная промышленность, англ. copper industry, нім. Kupferindustrie f) — підгалузь кольорової металургії, що об’єднує підприємства з видобутку і збагачення руд та виробництва міді.

## Історія видобутку міді
Див. також Історія видобутку міді
Археологічні знахідки найбільш давніх мідних виробів і руд (здебільшого малахіту), які датують другою половиною VIII тис. до н. е., були знайдені в Чайоню-Тепезі в південно-східній частині Малої Азії, а також поблизу давнього рудника Ергані Маден у верхів’ях р. Тигр. Таким чином можна вважати, що областю первісного гірничо-металургійного виробництва були райони Малої Азії, що прилягають з півночі й північного заходу до Месопотамії. Західна частина цього анклаву могла поширюватися на протомісто Чатал-Хююк  (див. підрозділ 1.1.), де археологами були виявлені мідні шлаки та дрібні вироби кінця VII тис. до н. е., а північна – сягати Вірменського нагір’я.
У Китаї розробку мідних родовищ, виплавку бронзи почали з II—ІІІ тис. до н. е., а в Перу тільки на початку I тис. до н. е.

## Загальний опис
За обсягом споживання мідь займає 2-ге місце у світі серед кольорових металів (після алюмінію). Мідні родовища поширені переважно в п’яти регіонах світу: Скелястих горах США; Канадському щиті в межах шт. Мічиган (США) і провінцій Квебек, Онтаріо і Манітоба (Канада); на західних схилах Анд, особливо в Чилі і Перу; на Центрально-Африканському плато в мідному поясі Замбії і Демократичної Республіки Конго, а також у Росії, Казахстані, Узбекистані й Вірменії. Основний обсяг мідних руд добувають при розробці родовищ мідно-порфірового типу, мідно-нікелевих, мідно-колчеданних і мідянистих пісковиків та сланців; менше значення мають скарнові і кварцово-сульфідні родовища. Мідні руди містять, крім міді, залізо, цинк, свинець, нікель, кобальт, молібден, дорогоцінні метали, сірку, телур, селен, кадмій, ґерманій, реній, ґалій і ін. елементи. Тому при виробництві міді отримують ще бл. 20 цінних елементів і понад 40 видів товарної продукції: мідний, цинковий, молібденовий і свинцевий концентрати, флотаційний сірчаний колчедан, мідь чорнову і рафіновану, золото, срібло, платину, свинець, кадмій, бісмут, сірчану кислоту, елементарну сірку, молібден, рідкісні метали, мідний і нікелевий купорос, мідний порошок і ін. Збагачення мідних руд флотаційне.
У світовій практиці 80% міді виплавляють з концентратів пірометалургійними методами. Гідрометалургійні методи отримання міді застосовують для бідних окиснених і самородних руд. М.п. розвинена в Чилі, США, Польщі, М’янмі, Болівії, Монголії, Чехії, Болгарії, Великій Британії, Конго, Замбії, Зімбабве, Індії, Ірландії, Іспанії, Італії, Марокко, Мексиці, Норвегії, Намібії, Канаді, Австралії, Швеції, ПАР, Японії, Перу, на Філіппінах, у ФРН, Фінляндії, Папуа Новій Гвінеї та в Індонезії. Основні виробники міді на межі XX—XXI ст.: Чилі, США, Канада, Індонезія, Перу, Австралія, Польща, Замбія, Росія. Підземним способом забезпечується 30 % загального видобутку руд, 70 % — відкритим. Тенденція до збільшення частки видобутку відкритим способом пов’язана з переважанням у запасах низькосортних вкраплених мідних руд. Активно розвивається комплексна технологія видобування і збагачення міді «рідинна екстракція — електроліз» (процес SX-EW). За цією технологією на початку XXI ст. виробляють ~20 % всієї катодної міді у світі.
Наприкінці XX ст. загалом діяло бл. 100 власне мідних рудників, 60—70 мідно-молібденових і мідно-нікелевих і 200-250 рудників з видобутку поліметалів, у яких мідь — основний вид продукції.
Видобуток міді — головна галузь гірничодобувної промисловості Чилі, де зосереджено 22% її світових запасів. Найбільша мідна копальня Чилі — Чукікамата. Найбільше у світі міднорудне тіло — Ескондіда (запаси руди 1,8 млрд т при вмісті міді 1,59 %) відкрите у 1981 р. в пустелі Атакама на півночі країни.
У країнах зі сталою ринковою економікою виробництво Cu в рудах і концентратах наприкінці XX ст. становило: в 1998 (1997) в тис. т: всього 10102 (9445), в тому числі в Європі 328 (339), з них в Португалії 115 (107), країнах колишньої Югославії 82 (87); в Африці 567 (618), з них в ПАР 188 (186), Демократичній Республіці Конго 35 (38), Замбії 300 (331); в Азії 1109 (847), з них в Індонезії 809 (548), на Філіппінах 45 (43); в Америці 7321 (6971), з них в Канаді 705 (658), США 1860 (1956), Аргентині 170 (30), Чилі 3691 (3392), Мексиці 368 (390), Перу 488 (503); в Австралазії 777 (670), з них в Австралії 625 (558), Папуа Новій Гвінеї 152 (112). Баланс попиту і пропозиції Cu на ринках країн зі сталою ринковою економікою в 1998 р. (1999 р.) склав (у тис. т): виробництво в рудах і концентратах 10102 (10570); виробництво рафінованої Cu 11125 (11390); споживання рафінованої Cu 11350 (11540); нетто-імпорт 579 (580).
У 2005 р., за даними Міжнародної групи з вивчення ринку міді, виробництво рафінованої міді у світі становило 16,433 млн т. Найбільше зростання виробництва міді на початку XXI ст. зареєстроване в Китаї (в 2004 р. +19 %), Індії (+20 %) та Індонезії (+25 %). Споживання міді світовою економікою в 2005 р. становило 16 431 млн т. Попит на мідь зростає в Китаї (в 2004 р. +9 %), Індії (+13 %) і Росії (+9 %) і знижується в ЄС (–9,5 %), Японії (–4,5 %), Південній Кореї (–9,5 %) і США (–6 %).
У 2006 р., за даними International Copper Study Group (ICSG), видобуток мідної руди склав 15,74 млн т (+5,1 % до 2005 р.), виробництво рафінованої міді — 17,65 млн т (+8,1 %), споживання 17,36 млн т (+5,5% до 2005 р.). На думку найбільшого у світі виробника міді, компанії Codelco, упродовж найближчих років можливе перевищення пропозиції міді над попитом.
Лідером у видобутку міді на початку XXI ст. є Азія, де індекс зростання в 2005 р. досяг 15,4 %. Африка й Австралія збільшили видобуток на 10,4 і 10,9 %, відповідно, а США — на 12,4 %.